# Markownia

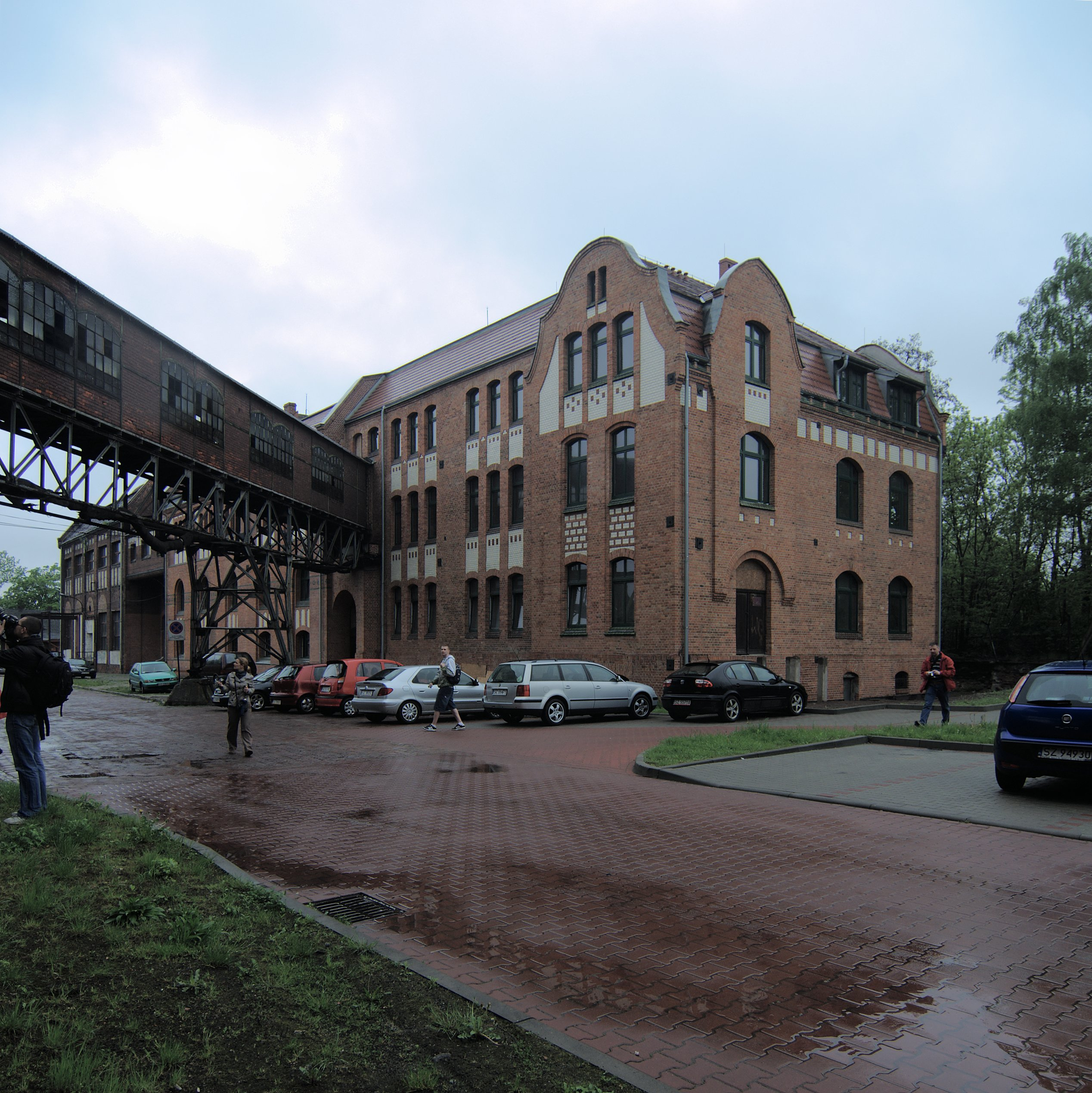
Budynek dawnej markowni kopalni węgla kamiennego Ludwik w Zabrzu (2013)

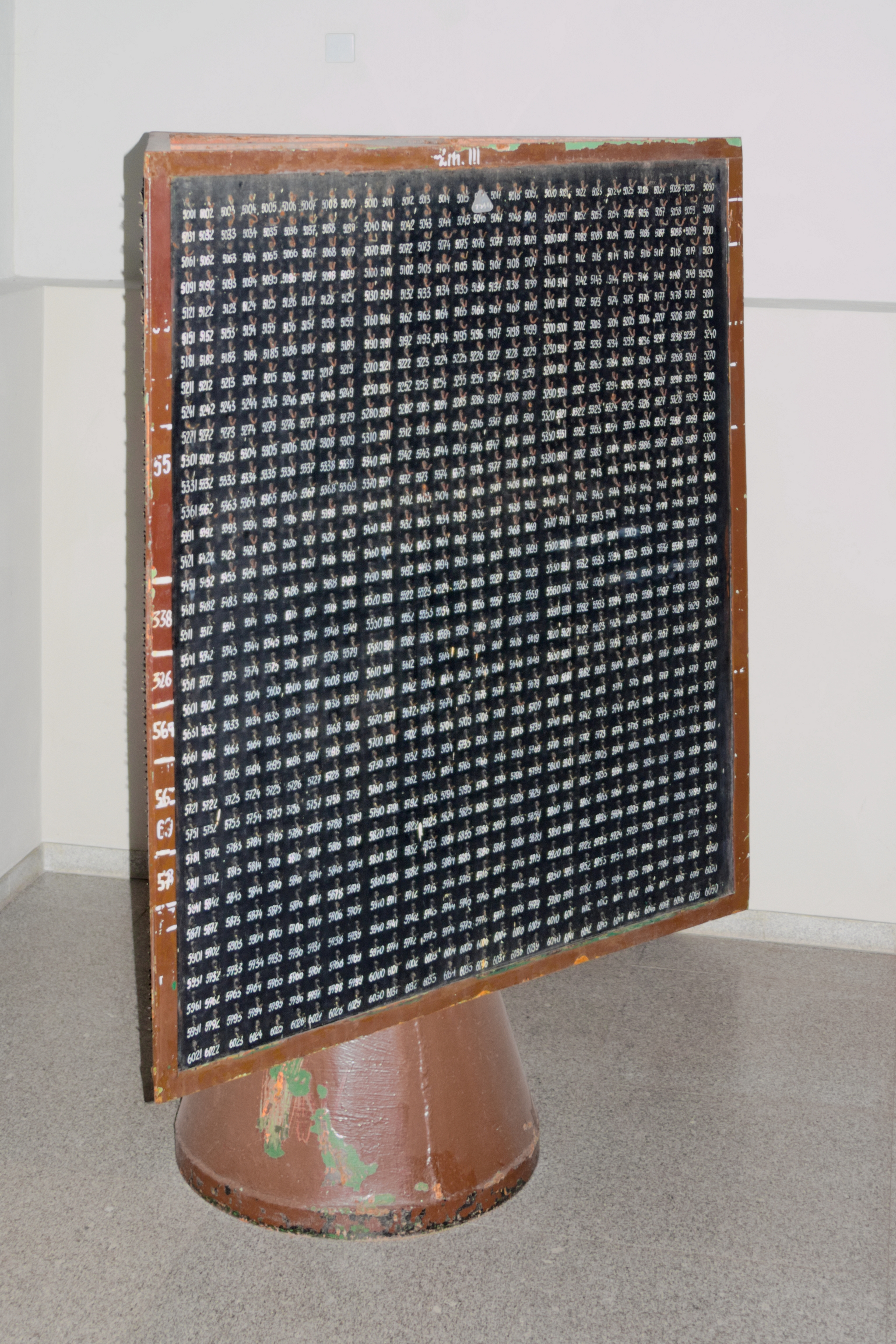
Trójstronna tablica na marki, widoczna strona dla trzeciej zmiany; zbiory Starej Kopalni w Wałbrzychu

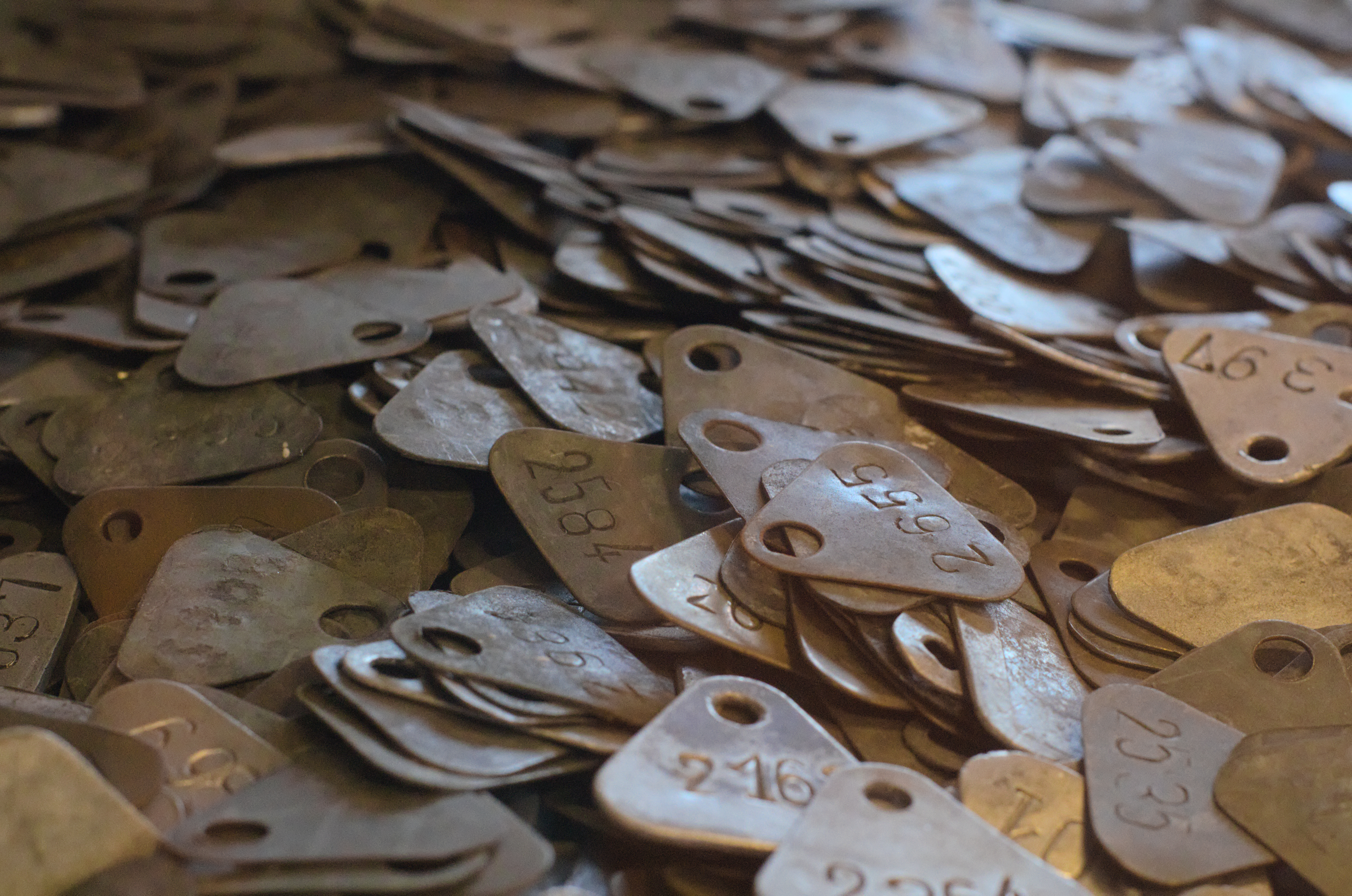
Marki dla trzeciej zmiany; zbiory Starej Kopalni w Wałbrzychu

Markownia – naziemna część kopalni, pomieszczenie, gdzie przechowywano i wydawano górnikom tzw. marki, tj. znaczki kontrolne . Pracownik markowni to markarz lub znaczkarz.
Znaczki kontrolne służyły do ewidencji osób pracujących pod ziemią , miały postać okrągłych lub wielokątnych blaszek z otworem. Kształt marki oznaczał profesję górnika lub zmianę, na której pracował. Markę górnik zabierał na dół, miał ją przy sobie w czasie pracy, a wyjeżdżając na powierzchnię oddawał wieszając na specjalnej tablicy przy odpowiadającym numerze lub wręczał urzędnikom . Brakująca marka wskazywała, że górnik nie wyjechał na powierzchnię. W przypadku pożaru lub innego wypadku, po numerze na odnalezionej marce identyfikowano zwłoki górnika. 
Obecnie odpowiednikiem markowni jest biuro na kopalni, w którym obsługiwane są elektronicznie tzw. dyskietki (znaczki), służą zarówno do tego co dawne marki - informacja o tym, który z górników znajduje się pod ziemią - jak i do rejestracji czasu pobytu górnika na terenie kopalni czy np. rejestracji czy dany górnik pracuje np. w strefie podwyższonej temperatury. Dyskietki odbija się w specjalnych czytnikach elektronicznych, z których informacja o tym, który z górników i gdzie się odbił trafia do komputerów w markowni.
W wielu zabytkowych zabudowaniach kopalnianych markownie są obecnie pomieszczeniami o zmienionej funkcji (działalność wystawowa, artystyczna itp.), jak np. w:
- Kopalni Węgla Kamiennego Ludwik
- zabytkowej kopalni Michal w Ostrawie